# Oscar Ghiglia (chitarrista)
Oscar Ghiglia (Livorno, 13 agosto 1938 – Salonicco, 3 marzo 2024) è stato un chitarrista italiano.
Il prestigioso Grove Dictionary of Music and Musicians scrisse di lui: "Musicista raffinato e attento con una tecnica formidabile, è anche riconosciuto come uno dei più eminenti insegnanti della sua generazione".

## Biografia
Oscar Ghiglia nacque a Livorno il 13 agosto 1938, in una famiglia di artisti, dove sia il padre Paulo che il nonno paterno Oscar furono pittori e sua madre una pianista accompagnatrice. Si diplomò presso il Conservatorio Santa Cecilia di Roma e si perfezionò sotto la guida di Andrés Segovia presso l'Accademia Chigiana di Siena dal 1958 al 1963 e a Santiago di Compostela. Il grande maestro spagnolo fu la sua maggiore fonte d'ispirazione nel periodo della formazione. Ghiglia studiò musicologia con Jacques Chailley. Nel 1963 vinse il Concorso Internazionale di Chitarra dell'ORTF. Segovia lo invitò l'anno successivo come suo assistente ai corsi estivi da lui tenuti a Berkeley, in California.
Fondò il dipartimento di chitarra dell'Aspen Music Festival (USA) nel 1969 e gli "Incontri chitarristici" di Gargnano, presso i quali si tiene un concorso internazionale di chitarra. Fu artista residente o professore ospite nei conservatori di Cincinnati e San Francisco, alla Juilliard School, alla Hartt School e presso la Northwestern University a Evanston, in Illinois.
Oltre ad una carriera concertistica da solo, Ghiglia suonò e registrò con grandi musicisti, tra cui i cantanti Victoria de los Ángeles, Jan de Gaetani, Gerald English, John McCollum; i flautisti Jean-Pierre Rampal e Julius Baker; vari quartetti d'archi: il Juilliard String Quartet, l'Emerson String Quartet, il Cleveland String Quartet, il Quartetto d'archi di Venezia e il Tokyo String Quartet; i violinisti Giuliano Carmignola, Franco Gulli, Salvatore Accardo e Regis Pasquier; i violisti Bruno Giuranna e Pinchas Zuckerman; i violoncellisti K. Adam, A. Roman e L. Varga; i chitarristi Eliot Fisk, S. Fukuda, Letizia Guerra, Antigoni Goni e Elena Papandreou. Oscar Ghiglia fu fondatore dell'International Classic Guitar Quartet (a cui hanno partecipato, di volta in volta Benjamin Bunch, O. Koga, Anders Miolin, S. Schmidt e Andreas von Wangenheim).
Insegnò presso la  Musik-Akademie di Basilea (Svizzera) dal 1983 al 2004 e nel 1976 ereditò la cattedra che fu di Segovia presso l'Accademia chigiana. Istituì nel 1973, in collaborazione con Gianluigi Fia e Ruggero Chiesa, gli Incontri Chitarristici di Gargnano sul lago di Garda, affiancati dal 1976 dal Concorso Internazionale di Gargnano, che ha visto la partecipazione di una buona parte dei maggiori interpreti dello strumento.
Sposato con la collega Elena Papandreou, visse in Grecia, morendo a Salonicco il 3 marzo 2024 all'età di 85 anni.

## Pubblicazione
- Oscar Ghiglia e Antonin Vercellino, La musica prima di tutto. Incontri con Oscar Ghiglia, Ut Orpheus, 2024.[4]